# Thập tự giá Long Tân
Thập tự giá Long Tân là một cây thập tự mà binh lính Quân đội Úc dựng lên làm bia tưởng niệm những đồng đội của họ tử trận trong Trận Long Tân thuộc Chiến tranh Việt Nam. Trên tấm bia có gắn biển đồng được làm từ chính quốc Úc đưa sang Việt Nam viết rằng: “Kỷ niệm những người lính thuộc Đại đội D, Tiểu đoàn 3, Trung đoàn 1 lực lượng đặc nhiệm Hoàng gia Australia đã bỏ mình tại nơi đây trong trận đánh Long Tân, ngày 18 tháng 8 năm 1966”. Sau khi chiến tranh Việt Nam kết thúc, cây thập tự Long Tân và địa điểm dựng cây thập tự đã được nước này xếp hạng là di tích lịch sử - văn hóa cấp quốc gia với tên gọi “Bia hình thánh giá” vào năm 1988. Vì lý do bảo vệ an toàn cho cây thập tự, tỉnh Đồng Nai đã xin ý kiến Bộ Văn hóa, Thể thao và Du lịch tạm thời đưa cây thập tự về bảo quản và trưng bày tại Bảo tàng Đồng Nai.